# Ig
Ig là một khu tự quản (tiếng Slovenia: občine, số ít – občina) trong vùng Osrednjeslovenska của Slovenia. Ig có diện tích 98.8 km2, dân số là theo điều tra ngày 31 tháng 3 năm 2002 là 5445 người. Thủ phủ khu tự quản Ig đóng tại Ig.